# Château de Valdštejn
Le château fort de Valdštejn, le plus ancien de la région du Paradis de Bohême, est le palais originel des princes de Wallenstein. Il se dresse à 3 km au sud-est de Turnov, dans le district de Semily, non loin des rochers de Gross-Skaler en République tchèque.

## Description
Il y avait, dès la seconde moitié du XIIIe siècle, entre Veliš près Jičín et Bezděz un chapelet de forts défensifs. Comme la plupart des forts de cette époque, il fut construit en hauteur au milieu des rochers pour le rendre inexpugnable.
Le château gothique d'origine se dressait à cheval sur trois pitons de grès, et était défendu par un large fossé. Il est aujourd'hui cerné par la forêt sur trois côtés ; le côté nord, au bord d'un à-pic rocheux, offre un beau panorama sur Turnov. Les pitons rocheux sont reliés l'un à l'autre par des ponts de bois ; les corps de logis s'appuient contre les remparts. L'ouvrage comportait un donjon et une tour de guet en bois.
Après l'incendie du XVIe siècle, il ne subsistait de ce château que des murailles en ruine et le donjon, ainsi que les voûtes d'une cave taillée dans le rocher. Avec sa chapelle baroque et deux ponts de pierre du XVIIIe siècle, ainsi que les extensions du XIXe siècle dans le style historicisant, le château se présente aujourd'hui comme un édifice composite du point de vue architectural.

## Histoire

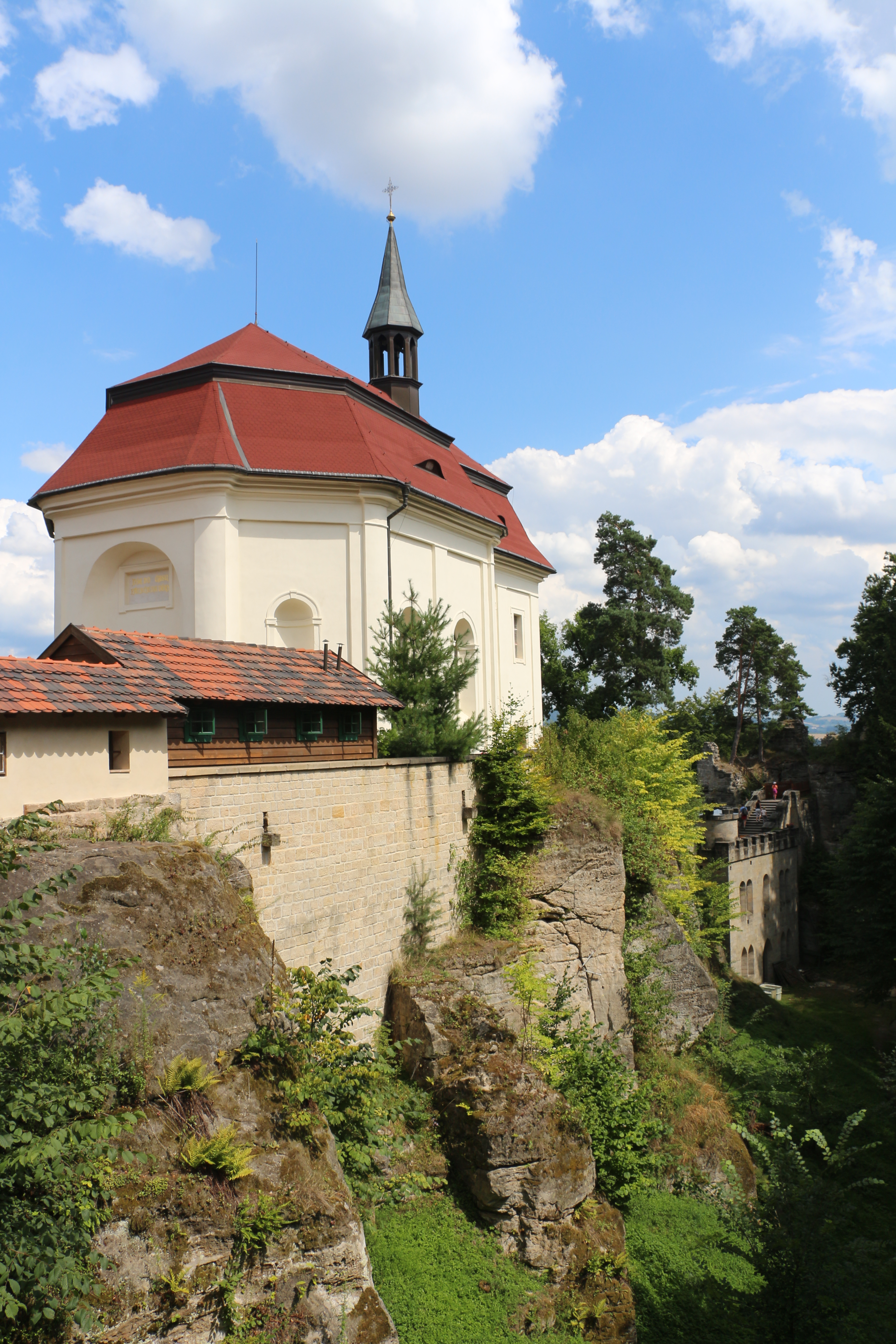
La chapelle Saint-Jean-Népomucène.

Le château fort a été édifié entre 1260 et 1280 par les comtes de Marquard. Cette maison noble, substrat de plusieurs familles aristocratiques de Bohême, a gagné en autorité sous le règne d'Ottokar II de Bohême et possédait plusieurs terres entre la vallée de la Jizera et les Monts des Géants. Le premier châtelain attesté historiquement est un certain Zdeněk (1280–1304), qui prit le nom de la terre de Waldstein. Il était fils de Jaroslav de Turnov (1234–1269). Le fief de Waldstein comprenait, outre ce château fort, plusieurs villages des deux côtés de la Jizera entre Turnov et l'abbaye cistercienne de Hradiště. Du vivant de Zdeněk même, il y eut contestation sur la propriété des terres et elles se poursuivirent aux siècles suivants : dès 1318, des procès accusent des membres de la famille de Waldstein et le seigneur voisin de Rotštejn de pillages dans les villages avoisinants. Le château se transmit au  XIVe siècle dans la lignée de princes de Waldstein-Lomnice, jusqu'à sa cession en 1380 aux seigneurs de Wartenberg.
Après 1420, le château de Waldstein est occupé par les Hussites. En 1436, le châtelain Jan Čapek ze Sán prend la tête de l'armée des Orphelins tchèques. Quelques années plus tard, cette forteresse est cédée au seigneur de Valečov. Par une invasion méthodique et la construction de fortifications, les Hussites consolident leur position dans la région.
La possession des terres semble avoir été disputée et l'on ne dispose pas d'informations détaillées pour la seconde moitié du XVe siècle ; tout juste sait-on qu'en 1440 le château fort passa sous la coupe de chevaliers brigands. En 1514, Zikmund Smiřický von Smiřice rachète le fief ruiné de Waldstein et lui annexe les terres voisines de château de Hrubá Skála, qu'il possédait déjà. Le château de Waldstein est incendié vers le milieu du XVIe siècle et en 1582 il est déclaré en ruine. En 1620, le prince Albrecht Wallenstein rachète ce fief familial, mais se désintéresse du château. C'est pourquoi il demeure à l’état de ruine pendant encore 200 ans.
En 1694, l'ancien maître-organiste de Prague, le compositeur baroque Václav Karel Holan Rovenský se retire au milieu de ces ruines, qui deviennent un lieu de pèlerinage et réveillent l'intérêt des princes de Wallenstein. En 1722, ils font édifier une chapelle-sanctuaire dédiée à Jean Népomucène dotée de deux passerelles en bois et ornée de statues baroques en grès du saint homme.
En 1821, Franz Adam von Waldstein vend les terres de Groß Skal au comte d'Ährenthal. De 1824 à 1843 ce dernier fait reconstruire le château dans le style néo-gothique. Les travaux d'extensions se poursuivent jusqu'à la fin du XIXe siècle.

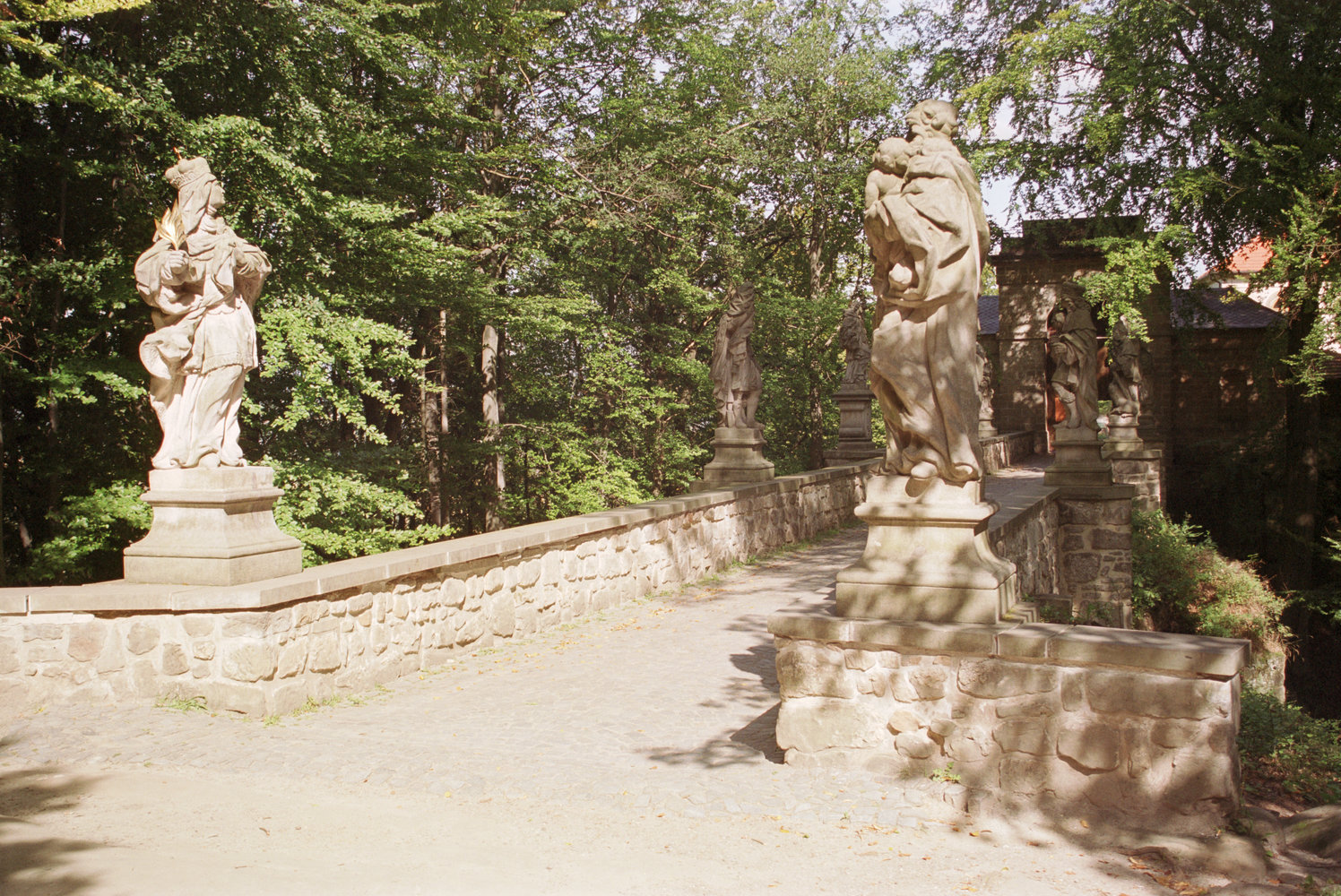
Pont d'entrée du château fort de Valdštejn. Les statues originales de frère Jelínek (1725–1735) ont été mises à l'abri dans la chapelle : celles de ce pont ne sont que des copies.
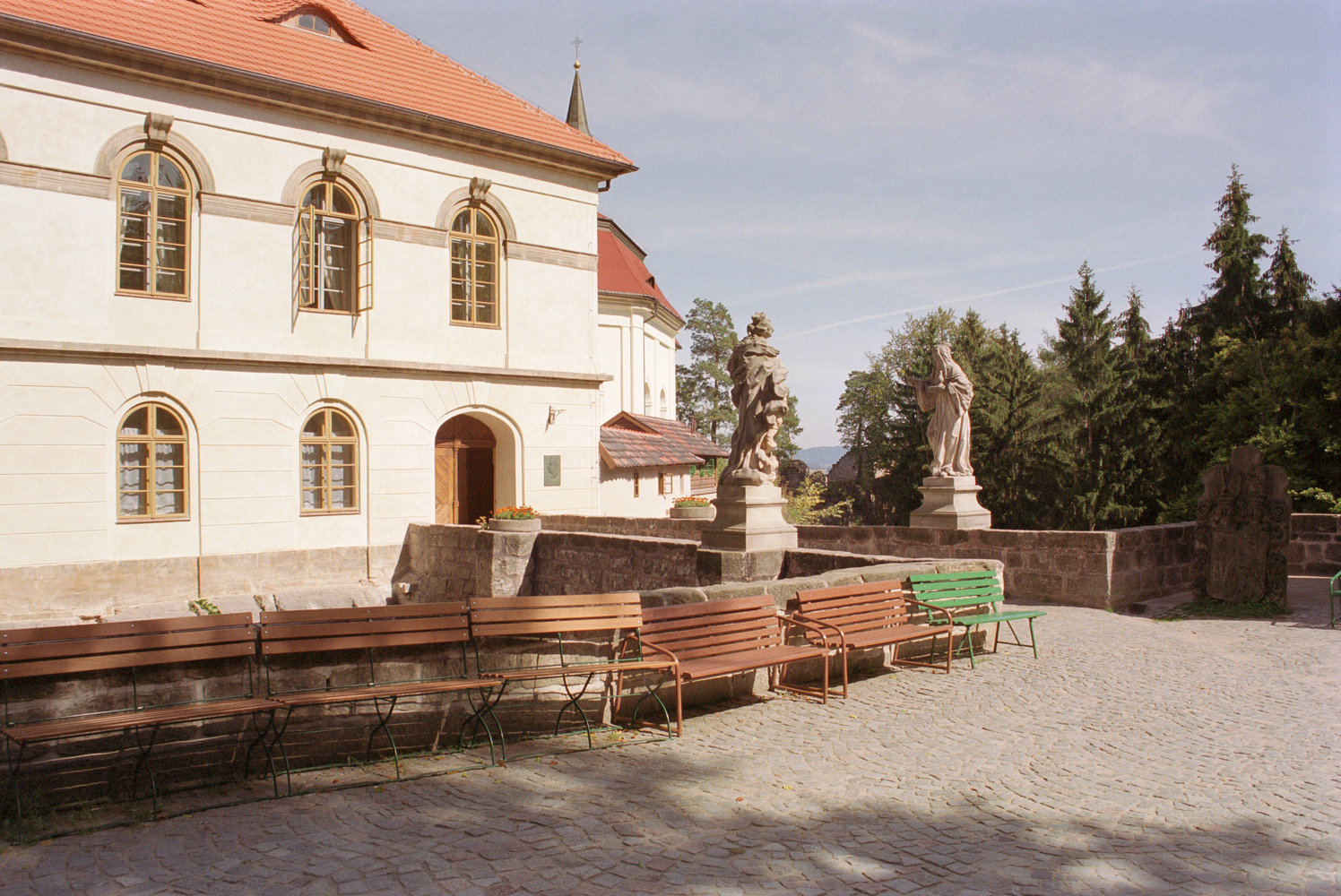
Corps de logis de style classique
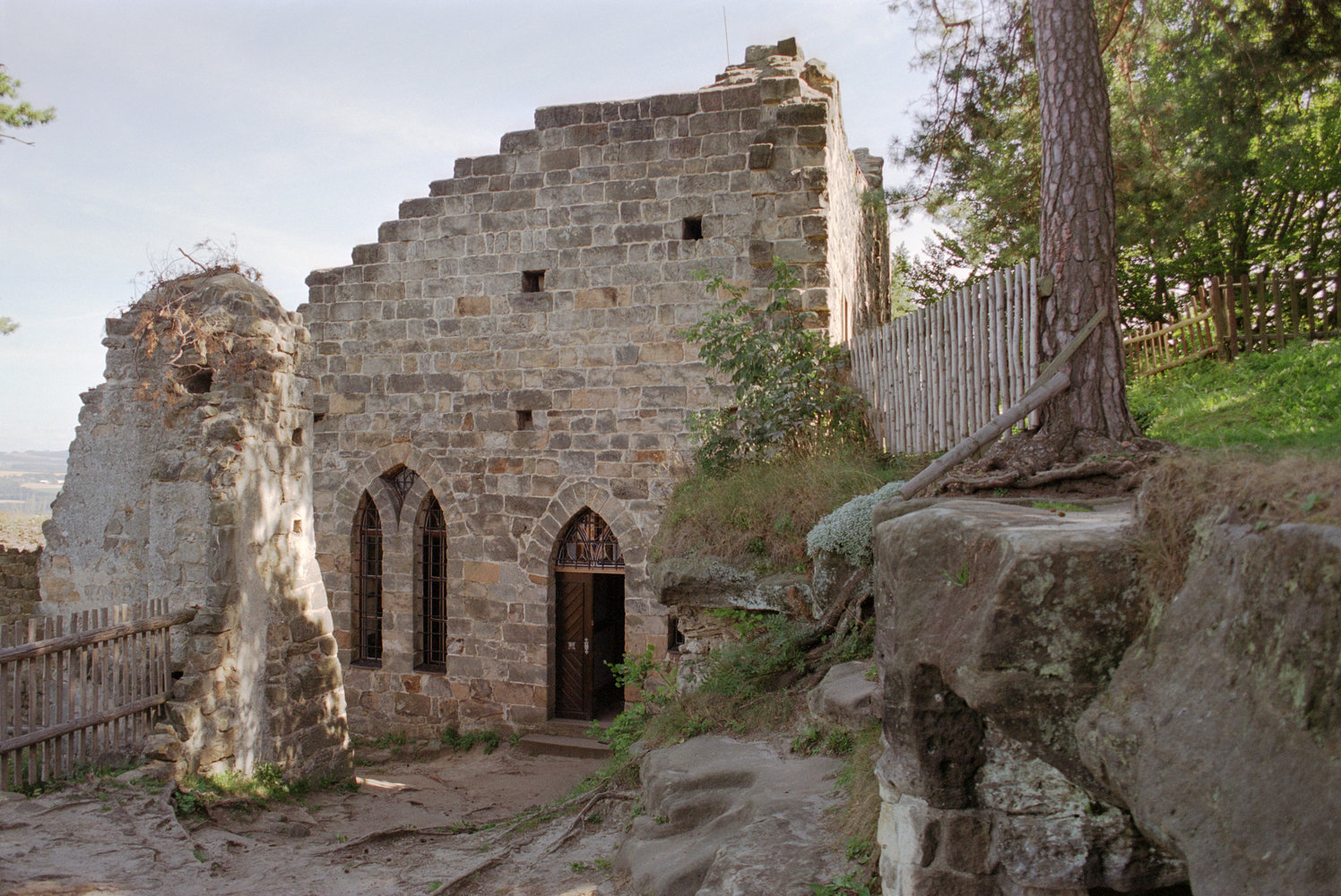
Reste du palais
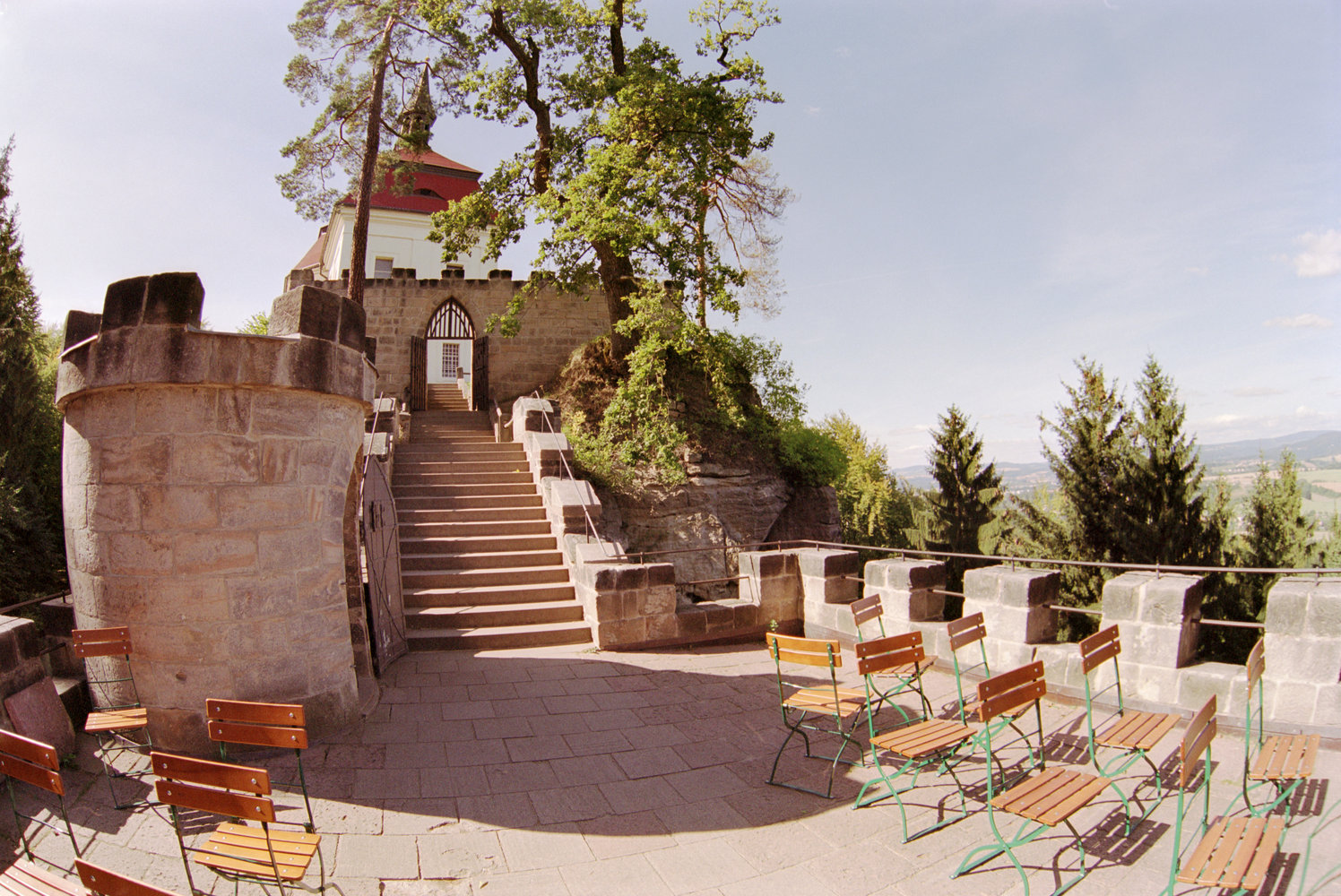
La cour centrale